# Star Prairie (hrabstwo St. Croix)
Star Prairie – wieś w Stanach Zjednoczonych, w stanie Wisconsin, w hrabstwie St. Croix.